# Begonia pulchra
Espèce
Synonymes
- Symbegonia pulchra Ridl.[1]

Begonia pulchra est une espèce de plantes de la famille des Begoniaceae. Ce bégonia est originaire de Nouvelle Guinée. L'espèce a été décrite en 1916 sous le basionyme de Symbegonia pulchera par Henry Nicholas Ridley (1855-1956), puis elle a été recombinée dans le genre Begonia en 2003 par Laura L. Forrest et Peter M. Hollingsworth. L'épithète spécifique pulchra signifie « jolie, belle ».

## Répartition géographique
Cette espèce est originaire du pays suivant : Nouvelle Guinée.